# El Al
El Al (אל על på hebreiska, det vill säga himmelhögt) är det största israeliska flygbolaget och har sitt säte på Ben Gurions internationella flygplats utanför Tel Aviv. Bolaget grundades samma år som staten Israel, 1948. 2008 flög El Al 3,8 miljoner passagerare och 111 000 ton frakt till 44 orter runt om i världen. 
El Al flyger nuförtiden enbart Boeing, bland annat Boeing 747. Bolaget har tidigare flugit Bristol Britannia, Curtiss C-46 Commando och Lockheed Constellation. Bolaget har gjort sig känt för att inte flyga på den judiska sabbaten. De flyger inte heller inrikes i Israel. El Als flight 1862, en Boeing 747, havererade i Amsterdam 1992 då höger vinges båda motorer lossnade.

## Flotta

### Nuvarande flotta
| Boeing 737-800   | 14 | 0 | 0  | 0  | 16 | _  | 126 | 142 | 4X-EKA, 4X-EKB, 4X-EKC, 4X-EKF, 4X-EKH, 4X-EKJ, 4X-EKL, 4X-EKS, 4X-EKU, 4X-EKP, 4X-EKM, 4X-EKT, 4X-EKU |  |  |  |
| Boeing 737-800   | 2  | 0 | 0  | 0  | 0  | _  | 189 | 189 | 4X-EKI, 4X-EKR Används av Sun d'Or International Airlines                                              |  |  |  |
| Boeing 737-900ER | 8  | 0 | 0  | 0  | 16 | _  | 156 | 172 | 4X-EHA, 4X-EHB, 4X-EHC, 4X-EHD, 4X-EHE, 4X-EHF, 4X-EHH, 4X-EHI                                         |  |  |  |
| Boeing 777-200ER | 6  | 0 | 0  | 12 | 35 | -  | 232 | 279 | 4X-ECA, 4X-ECB, 4X-ECC, 4X-ECD, 4X-ECE, 4X-ECF                                                         |  |  |  |
| Boeing 787-8     | 1  | 3 | 0  | _  | 20 | 35 | 183 | 238 | 4X-ERA                                                                                                 |  |  |  |
| Boeing 787-9     | 12 | 0 | 0  | _  | 32 | 28 | 222 | 282 | 4X-EDA, 4X-EDB, 4X-EDC, 4X-EDD, 4X-EDE, 4X-EDF, 4X-EDH, 4X-EDI, 4X-EDJ, 4X-EDK, 4X-EDL, 4X-EDM         |  |  |  |
| Boeing 787-10    |    |   | 13 |    |    |    |     |     | |  |  |  |
| Totalt           | 44 | 3 | 13 |    |    |    |     |     | |  |  |  |

### Historisk flotta
Flygbolaget har tidigare flugit bl.a.:
- Boeing 707
- Boeing 720
- Boeing 737-200
- Boeing 737-700
- Boeing 747-100
- Boeing 747-200
- Boeing 747-200F
- Boeing 747-400
- Boeing 747-400F
- Boeing 757-200
- Boeing 767-200
- Boeing 767-300ER
- Bristol Britannia
- Curtiss C-46 Commando
- Douglas DC-3
- Douglas DC-4
- Lockheed Constellation